# Alter ego
Alter ego (а́льтер э́го; в переводе с лат. — «другое я» или «другой я») — реальная или придуманная альтернативная личность человека либо персонажа, в характере и поступках которого отражается личность автора (писателя). Это может быть лирический герой, образ, закрепившийся за псевдонимом, наместник или даже одна из множества личностей, появившихся при наличии у индивида диссоциативного расстройства личности. .

## История
Выражение alter ego стало распространённым благодаря обычаю, принятому в некоторых[каких?] государствах Европы в прошлом: когда король передавал всю свою власть какому-нибудь наместнику, он награждал его званием «королевского второго я» — «альтер эго регис».
Считается, что такой обычай возник на Сицилии. Первым же, кто произнёс эти слова, был греческий философ Зенон Китийский, живший в IV—III веках до н. э.

## В литературе, кино и музыке
Термин иногда используется в литературе и других творческих работах в описании персонажей, психологически схожих между собой или с автором. Например, персонаж нескольких фильмов Антуан Дуанель — альтер эго его создателя, режиссёра и сценариста Франсуа Трюффо.
Форма альтер эго используется в повести Роберта Стивенсона «Странная история доктора Джекила и мистера Хайда». Бартоломью Риан (Bartholomew Ryan) в своём анализе мифологизации изгнанного «я» указывает на родственные связи романов Джеймса Джойса «Портрет художника в юности», «Улисс» и «Поминки по Финнегану» с романом-эссе «Книга непокоя» Фернанду Пессоа. Исследователь находит параллель между перевоплощениями Джойса в Стивена Дедала или Леопольда Блума, а Пессоа — в Бернарду Соареша или А́лвару де Кампуша. Под изгнанием собственного «я» Риан понимает перевоплощение (англ. othering) как воплощение alter ego в творческую личность, существующую только в литературе, а в случае Пессоа — расщепление в множество личностей-гетеронимов.
В кинематографе использование альтер эго можно наблюдать в фильме Дэвида Финчера «Бойцовский клуб», где персонаж Тайлер Дёрден (роль Брэда Питта) выступает в качестве альтер эго главного рассказчика (роль Эдварда Нортона).
Одним из известнейших музыкальных проявлений данного термина является Slim Shady — вымышленная личность американского рэпера Эминема, символизирующая абсолютное сумасшествие, подавляемую агрессию и жестокость автора по отношению к окружающему миру в отместку за причинённые ему страдания. Отдельным примером является песня «The Real Slim Shady», предлагающая концепцию того, что в каждом из нас скрывается так называемый «Слим Шейди» — наше подсознательное раскованное «я», не определяемое нормами общества и способное дать волю всем нашим скрытым желаниям. В более поздних работах, например, в альбоме «Relapse», данное альтер эго подается ещё и как символ всего, что разъедает автора изнутри и ведёт к саморазрушению и безумию — давящая слава и зависимость от наркотиков как примеры тому. Альбом «The Marshall Mathers LP2» углубляет эту концепцию, полноценно нарекая Шейди искаженной совестью Эминема, его осознанным лицемерием и отрицанием, который, подобно голосу в голове, постоянно напоминает Эминему обо всех его изъянах, провоцируя неуверенность в себе и самобичевание. В завершении же альбома, автор признаёт то, что, по сути, он и его альтер эго — одна и та же сущность, от которой ранее Эминем старательно пытался дистанцироваться.

## В психиатрии и психологии

Эго («Я») в психоанализе

Альтер эго также используется для обозначения различных типов поведения, которые любой человек может проявлять в определённых ситуациях. Люди, страдающие диссоциативным расстройством идентичности, не знают о своей другой личности, в то время как люди с альтер эго знают об этом и движут ими.